# Coppa Italia Semiprofessionisti 1979-1980
La Coppa Italia Semiprofessionisti 1979-1980 è stata la prima edizione a finale doppia di quella che oggi si chiama Coppa Italia Serie C. Il vincitore è stato il Padova che si è aggiudicato il trofeo per la sua prima volta nella storia battendo la Salernitana.
Il Padova è stata la prima squadra veneta a vincere tale manifestazione.

## La formula

Il trofeo vinto dal Padova.

Dalla stagione 1979-1980 alla fase eliminatoria parteciparono tutte le squadre di Serie C1 e Serie C2 suddivise in 36 gironi, alcune vincitrici dei gironi, per sorteggio, giocarono un'ulteriore eliminatoria allo scopo di portare le squadre per i sedicesimi a 32.
La fase eliminatoria a gironi si è tenuta dal 26 agosto al 23 settembre 1979.

## Partecipanti
Girone 1:  Albese -  Arona -  Biellese
Girone 2:  Alessandria -  Casale -  Derthona
Girone 3:  Novara -  Pavia -  Rhodense
Girone 4:  Legnano -  Pro Patria -  Varese
Girone 5:  Aurora Desio -  Lecco -  Seregno
Girone 6:  Fanfulla -  Sant'Angelo -  Pergocrema
Girone 7:  Bolzano -  Mantova -  Trento
Girone 8:  Conegliano -  Pordenone -  Triestina
Girone 9:  Mestrina -  Treviso -  Venezia
Girone 10:  Adriese -  Monselice -  Padova
Girone 11:  Cremonese -  Reggiana -  Piacenza
Girone 12:  Carpi -  Forlì -  Modena
Girone 13:  Imperia -  Sanremese -  Savona
Girone 14:  Carrarese -  Pietrasanta -  Spezia
Girone 15:  Grosseto -  Livorno -  Lucchese
Girone 16:  Cerretese -  Empoli -  Montecatini
Girone 17:  Prato -  Siena -  Rondinella
Girone 18:  Arezzo -  Montevarchi -  Sangiovannese
Girone 19:  Rimini -  Riccione -  Sansepolcro
Girone 20:  Città di Castello -  Fano -  Vis Pesaro
Girone 21:  Anconitana -  Civitanovese -  Osimana
Girone 22:  Giulianova -  L'Aquila -  Teramo
Girone 23:  Chieti -  Francavilla -  Lanciano
Girone 24:  Banco di Roma -  Civitavecchia -  LVPA Frascati
Girone 25:  ALMAS -  Avezzano -  Latina
Girone 26:  Campobasso -  Cassino -  Formia
Girone 27:  Benevento -  Casertana -  Palmese
Girone 28:  Juve Stabia -  Savoia -  Turris
Girone 29:  Nocerina -  Paganese -  Rende
Girone 30:  Cavese -  Salernitana -  Sorrento
Girone 31:  Barletta -  Foggia -  Potenza
Girone 32:  Brindisi -  Monopoli -  Squinzano
Girone 33:  Cosenza -  Reggina -  Vigor Lamezia
Girone 34:  Catania -  Messina -  Nuova Igea
Girone 35:  Ragusa -  Siracusa -  Vittoria
Girone 36:  Alcamo -  Marsala -  Gela J.T.

## Fase eliminatoria a gironi

### Girone 1
| Squadra     | P.ti | G | V | N | P | GF | GS | DR |
| ----------- | ---- | - | - | - | - | -- | -- | -- |
| 1. Biellese | 6    | 4 | 3 | 0 | 1 | 5  | 2  | +3 |
| 2. Albese   | 3    | 4 | 1 | 1 | 2 | 1  | 2  | -1 |
| 3. Arona    | 3    | 4 | 1 | 1 | 2 | 2  | 4  | -2 |

| Squadra #1 | Squadra #2 | Andata | Ritorno |
| ---------- | ---------- | ------ | ------- |
| Biellese   | Albese     | 1-0    | 0-1     |
| Arona      | Biellese   | 1-2    | 0-2     |
| Albese     | Arona      | 0-1    | 0-0     |

### Girone 2
| Squadra        | P.ti | G | V | N | P | GF | GS | DR |
| -------------- | ---- | - | - | - | - | -- | -- | -- |
| 1. Casale      | 6    | 4 | 3 | 0 | 1 | 5  | 3  | +2 |
| 2. Alessandria | 5    | 4 | 2 | 1 | 1 | 3  | 2  | +1 |
| 3. Derthona    | 1    | 4 | 0 | 1 | 3 | 1  | 4  | -4 |

| Squadra #1 | Squadra #2  | Andata | Ritorno |
| ---------- | ----------- | ------ | ------- |
| Casale     | Alessandria | 2-1    | 0-1     |
| Derthona   | Casale      | 0-1    | 1-2     |
| Derthona   | Alessandria | 0-0    | 0-1     |

### Girone 3
| Squadra     | P.ti | G | V | N | P | GF | GS | DR |
| ----------- | ---- | - | - | - | - | -- | -- | -- |
| 1. Novara   | 6    | 4 | 2 | 2 | 0 | 7  | 4  | +3 |
| 2. Rhodense | 3    | 4 | 1 | 1 | 2 | 4  | 5  | -1 |
| 3. Pavia    | 3    | 4 | 1 | 1 | 2 | 3  | 5  | -2 |

| Squadra #1 | Squadra #2 | Andata | Ritorno |
| ---------- | ---------- | ------ | ------- |
| Pavia      | Rhodense   | 2-1    | 0-0     |
| Novara     | Pavia      | 2-0    | 2-1     |
| Rhodense   | Novara     | 2-2    | 1-1     |

### Girone 4
| Squadra       | P.ti | G | V | N | P | GF | GS | DR |
| ------------- | ---- | - | - | - | - | -- | -- | -- |
| 1. Varese     | 5    | 4 | 2 | 1 | 1 | 6  | 2  | +4 |
| 2. Legnano    | 5    | 4 | 2 | 1 | 1 | 3  | 1  | +2 |
| 3. Pro Patria | 2    | 4 | 1 | 0 | 2 | 2  | 8  | -6 |

| Squadra #1 | Squadra #2 | Andata | Ritorno |
| ---------- | ---------- | ------ | ------- |
| Legnano    | Varese     | 0-1    | 0-0     |
| Varese     | Pro Patria | 5-1    | 0-1     |
| Pro Patria | Legnano    | 0-2    | 0-1     |

### Girone 5
| Squadra         | P.ti | G | V | N | P | GF | GS | DR |
| --------------- | ---- | - | - | - | - | -- | -- | -- |
| 1. Lecco        | 5    | 4 | 2 | 1 | 1 | 8  | 3  | +5 |
| 2. Seregno      | 4    | 4 | 1 | 1 | 2 | 5  | 5  | 0  |
| 3. Aurora Desio | 3    | 4 | 1 | 1 | 2 | 3  | 8  | -5 |

| Squadra #1   | Squadra #2 | Andata | Ritorno |
| ------------ | ---------- | ------ | ------- |
| Aurora Desio | Lecco      | 1-1    | 0-4     |
| Aurora Desio | Seregno    | 2-1    | 0-2     |
| Seregno      | Lecco      | 1-0    | 1-3     |

### Girone 6
| Squadra        | P.ti | G | V | N | P | GF | GS | DR |
| -------------- | ---- | - | - | - | - | -- | -- | -- |
| 1. Pergocrema  | 5    | 4 | 1 | 3 | 0 | 4  | 2  | +2 |
| 2. Sant'Angelo | 5    | 4 | 1 | 3 | 0 | 4  | 2  | +2 |
| 3. Fanfulla    | 2    | 4 | 0 | 2 | 2 | 2  | 6  | -4 |

| Squadra #1  | Squadra #2  | Andata | Ritorno |
| ----------- | ----------- | ------ | ------- |
| Fanfulla    | Sant'Angelo | 1-1    | 0-2     |
| Sant'Angelo | Pergocrema  | 1-1    | 0-0     |
| Pergocrema  | Fanfulla    | 1-1    | 2-0     |

### Girone 7
| Squadra    | P.ti | G | V | N | P | GF | GS | DR |
| ---------- | ---- | - | - | - | - | -- | -- | -- |
| 1. Trento  | 7    | 4 | 3 | 1 | 0 | 6  | 2  | +4 |
| 2. Mantova | 5    | 4 | 2 | 1 | 1 | 7  | 3  | +4 |
| 3. Bolzano | 0    | 4 | 0 | 0 | 4 | 1  | 9  | -8 |

| Squadra #1 | Squadra #2 | Andata | Ritorno |
| ---------- | ---------- | ------ | ------- |
| Trento     | Mantova    | 0-0    | 3-1     |
| Bolzano    | Trento     | 1-2    | 0-1     |
| Mantova    | Bolzano    | 3-0    | 3-0     |

### Girone 8
| Squadra       | P.ti | G | V | N | P | GF | GS | DR |
| ------------- | ---- | - | - | - | - | -- | -- | -- |
| 1. Triestina  | 7    | 4 | 3 | 1 | 0 | 9  | 1  | +8 |
| 2. Conegliano | 3    | 4 | 1 | 1 | 2 | 4  | 7  | -3 |
| 3. Pordenone  | 2    | 4 | 0 | 2 | 2 | 1  | 6  | -5 |

| Squadra #1 | Squadra #2 | Andata | Ritorno |
| ---------- | ---------- | ------ | ------- |
| Conegliano | Triestina  | 1-2    | 0-4     |
| Conegliano | Pordenone  | 3-1    | 0-0     |
| Pordenone  | Triestina  | 0-0    | 0-3     |

### Girone 9
| Squadra     | P.ti | G | V | N | P | GF | GS | DR |
| ----------- | ---- | - | - | - | - | -- | -- | -- |
| 1. Venezia  | 6    | 4 | 2 | 2 | 0 | 6  | 3  | +3 |
| 2. Treviso  | 4    | 4 | 0 | 4 | 0 | 3  | 3  | 0  |
| 3. Mestrina | 2    | 4 | 0 | 2 | 2 | 2  | 5  | -3 |

| Squadra #1 | Squadra #2 | Andata | Ritorno |
| ---------- | ---------- | ------ | ------- |
| Venezia    | Mestrina   | 2-0    | 2-1     |
| Mestrina   | Treviso    | 0-0    | 1-1     |
| Treviso    | Venezia    | 1-1    | 1-1     |

### Girone 10
| Squadra      | P.ti | G | V | N | P | GF | GS | DR |
| ------------ | ---- | - | - | - | - | -- | -- | -- |
| 1. Padova    | 7    | 4 | 3 | 1 | 0 | 7  | 2  | +5 |
| 2. Adriese   | 3    | 4 | 1 | 1 | 2 | 5  | 6  | -1 |
| 3. Monselice | 2    | 4 | 0 | 2 | 2 | 3  | 7  | -4 |

| Squadra #1 | Squadra #2 | Andata | Ritorno |
| ---------- | ---------- | ------ | ------- |
| Adriese    | Padova     | 0-2    | 1-2     |
| Monselice  | Adriese    | 2-2    | 0-2     |
| Padova     | Monselice  | 2-0    | 1-1     |

### Girone 11
| Squadra      | P.ti | G | V | N | P | GF | GS | DR |
| ------------ | ---- | - | - | - | - | -- | -- | -- |
| 1. Reggiana  | 7    | 4 | 3 | 1 | 0 | 8  | 4  | +4 |
| 2. Cremonese | 4    | 4 | 1 | 2 | 1 | 5  | 4  | +1 |
| 3. Piacenza  | 1    | 4 | 0 | 1 | 3 | 4  | 8  | -5 |

| 2 settembre 1979 | Cremonese | 2 – 0 | Piacenza |  |

| 5 settembre 1979 | Piacenza | 1 – 1 | Cremonese |  |

| 16 settembre 1979 | Piacenza | 1 – 2 | Reggiana |  |

| 23 settembre 1979 | Reggiana | 3 – 1 | Piacenza |  |

| 1979 | Reggiana | 2 – 1 | Cremonese |  |

| 1979 | Cremonese | 1 – 1 | Reggiana |  |

### Girone 12
| Squadra   | P.ti | G | V | N | P | GF | GS | DR |
| --------- | ---- | - | - | - | - | -- | -- | -- |
| 1. Modena | 6    | 4 | 2 | 2 | 0 | 6  | 3  | +3 |
| 2. Forlì  | 4    | 4 | 1 | 2 | 1 | 3  | 4  | -1 |
| 3. Carpi  | 2    | 4 | 0 | 2 | 2 | 1  | 3  | -2 |

| Squadra #1 | Squadra #2 | Andata | Ritorno |
| ---------- | ---------- | ------ | ------- |
| Forlì      | Modena     | 2-2    | 0-2     |
| Carpi      | Forlì      | 0-0    | 0-1     |
| Modena     | Carpi      | 1-0    | 1-1     |

### Girone 13
| Squadra      | P.ti | G | V | N | P | GF | GS | DR |
| ------------ | ---- | - | - | - | - | -- | -- | -- |
| 1. Sanremese | 5    | 4 | 2 | 1 | 1 | 3  | 2  | +1 |
| 2. Imperia   | 4    | 4 | 1 | 2 | 1 | 5  | 5  | 0  |
| 3. Savona    | 3    | 4 | 1 | 1 | 2 | 4  | 5  | -1 |

| Squadra #1 | Squadra #2 | Andata | Ritorno |
| ---------- | ---------- | ------ | ------- |
| Sanremese  | Savona     | 1-0    | 0-1     |
| Sanremese  | Imperia    | 1-0    | 1-1     |
| Imperia    | Savona     | 3-2    | 1-1     |

### Girone 14
| Squadra        | P.ti | G | V | N | P | GF | GS | DR |
| -------------- | ---- | - | - | - | - | -- | -- | -- |
| 1. Pietrasanta | 5    | 4 | 2 | 1 | 1 | 5  | 2  | +3 |
| 2. Spezia      | 4    | 4 | 2 | 0 | 2 | 3  | 3  | 0  |
| 3. Carrarese   | 3    | 4 | 1 | 1 | 2 | 3  | 6  | -3 |

| Squadra #1  | Squadra #2  | Andata | Ritorno |
| ----------- | ----------- | ------ | ------- |
| Pietrasanta | Spezia      | 1-0    | 0-1     |
| Spezia      | Carrarese   | 2-1    | 0-1     |
| Carrarese   | Pietrasanta | 0-3    | 1-1     |

### Girone 15
| Squadra     | P.ti | G | V | N | P | GF | GS | DR |
| ----------- | ---- | - | - | - | - | -- | -- | -- |
| 1. Livorno  | 7    | 4 | 3 | 1 | 0 | 4  | 1  | +3 |
| 2. Lucchese | 4    | 4 | 1 | 2 | 1 | 3  | 2  | +1 |
| 3. Grosseto | 1    | 4 | 0 | 1 | 3 | 2  | 6  | -4 |

| Squadra #1 | Squadra #2 | Andata | Ritorno |
| ---------- | ---------- | ------ | ------- |
| Livorno    | Lucchese   | 1-0    | 0-0     |
| Grosseto   | Livorno    | 0-1    | 1-2     |
| Lucchese   | Grosseto   | 2-0    | 1-1     |

### Girone 16
| Squadra        | P.ti | G | V | N | P | GF | GS | DR |
| -------------- | ---- | - | - | - | - | -- | -- | -- |
| 1. Empoli      | 7    | 4 | 3 | 1 | 0 | 7  | 3  | +4 |
| 2. Cerretese   | 3    | 4 | 1 | 1 | 2 | 4  | 4  | 0  |
| 3. Montecatini | 2    | 4 | 0 | 2 | 2 | 5  | 9  | -4 |

| Squadra #1  | Squadra #2  | Andata | Ritorno |
| ----------- | ----------- | ------ | ------- |
| Cerretese   | Montecatini | 2-2    | 2-0     |
| Empoli      | Cerretese   | 1-0    | 1-0     |
| Montecatini | Empoli      | 0-2    | 3-3     |

### Girone 17
| Squadra       | P.ti | G | V | N | P | GF | GS | DR |
| ------------- | ---- | - | - | - | - | -- | -- | -- |
| 1. Prato      | 5    | 4 | 2 | 1 | 1 | 2  | 1  | +1 |
| 2. Siena      | 5    | 4 | 2 | 1 | 1 | 2  | 1  | +1 |
| 3. Rondinella | 2    | 4 | 0 | 2 | 2 | 0  | 2  | -2 |

| Squadra #1 | Squadra #2 | Andata | Ritorno |
| ---------- | ---------- | ------ | ------- |
| Siena      | Prato      | 1-0    | 0-1     |
| Rondinella | Siena      | 0-0    | 0-1     |
| Rondinella | Prato      | 0-1    | 0-0     |

### Girone 18
| Squadra          | P.ti | G | V | N | P | GF | GS | DR |
| ---------------- | ---- | - | - | - | - | -- | -- | -- |
| 1. Sangiovannese | 4    | 4 | 2 | 0 | 2 | 9  | 7  | +2 |
| 2. Montevarchi   | 4    | 4 | 1 | 2 | 1 | 5  | 5  | 0  |
| 3. Arezzo        | 4    | 4 | 1 | 2 | 1 | 6  | 8  | -2 |

| Squadra #1    | Squadra #2    | Andata | Ritorno |
| ------------- | ------------- | ------ | ------- |
| Arezzo        | Sangiovannese | 3-1    | 1-5     |
| Montevarchi   | Arezzo        | 1-1    | 1-1     |
| Sangiovannese | Montevarchi   | 2-1    | 1-2     |

### Girone 19
| Squadra        | P.ti | G | V | N | P | GF | GS | DR  |
| -------------- | ---- | - | - | - | - | -- | -- | --- |
| 1. Rimini      | 8    | 4 | 4 | 0 | 0 | 11 | 1  | +10 |
| 2. Sansepolcro | 2    | 4 | 1 | 0 | 3 | 2  | 7  | -5  |
| 3. Riccione    | 2    | 4 | 1 | 0 | 3 | 1  | 6  | -5  |

| Squadra #1  | Squadra #2  | Andata | Ritorno |
| ----------- | ----------- | ------ | ------- |
| Riccione    | Rimini      | 0-3    | 0-2     |
| Sansepolcro | Riccione    | 0-1    | 0-1     |
| Rimini      | Sansepolcro | 2-0    | 4-1     |

### Girone 20
| Squadra              | P.ti | G | V | N | P | GF | GS | DR  |
| -------------------- | ---- | - | - | - | - | -- | -- | --- |
| 1. Fano              | 8    | 4 | 4 | 0 | 0 | 18 | 0  | +18 |
| 2. Città di Castello | 2    | 4 | 1 | 0 | 3 | 4  | 9  | -5  |
| 3. Vis Pesaro        | 2    | 4 | 1 | 0 | 3 | 2  | 15 | -13 |

| Squadra #1        | Squadra #2        | Andata | Ritorno |
| ----------------- | ----------------- | ------ | ------- |
| Vis Pesaro        | Fano              | 0-5    | 0-6     |
| Fano              | Città di Castello | 6-0    | 0-1     |
| Città di Castello | Vis Pesaro        | 4-1    | 0-1     |

### Girone 21
| Squadra         | P.ti | G | V | N | P | GF | GS | DR |
| --------------- | ---- | - | - | - | - | -- | -- | -- |
| 1. Civitanovese | 6    | 4 | 2 | 2 | 0 | 4  | 2  | +2 |
| 2. Osimana      | 4    | 4 | 1 | 2 | 1 | 5  | 4  | +1 |
| 3. Anconitana   | 2    | 4 | 0 | 2 | 2 | 3  | 6  | -3 |

| Squadra #1   | Squadra #2   | Andata | Ritorno |
| ------------ | ------------ | ------ | ------- |
| Osimana      | Anconitana   | 3-1    | 1-1     |
| Anconitana   | Civitanovese | 1-1    | 0-1     |
| Civitanovese | Osimana      | 0-0    | 2-1     |

### Girone 22
| Squadra       | P.ti | G | V | N | P | GF | GS | DR |
| ------------- | ---- | - | - | - | - | -- | -- | -- |
| 1. Giulianova | 6    | 4 | 3 | 0 | 1 | 5  | 1  | +4 |
| 2. L'Aquila   | 4    | 4 | 2 | 0 | 2 | 3  | 3  | 0  |
| 3. Teramo     | 2    | 4 | 1 | 0 | 3 | 2  | 6  | -4 |

| Squadra #1 | Squadra #2 | Andata | Ritorno |
| ---------- | ---------- | ------ | ------- |
| L'Aquila   | Teramo     | 1-0    | 1-2     |
| Giulianova | L'Aquila   | 1-0    | 0-1     |
| Teramo     | Giulianova | 0-2    | 0-2     |

### Girone 23
| Squadra        | P.ti | G | V | N | P | GF | GS | DR |
| -------------- | ---- | - | - | - | - | -- | -- | -- |
| 1. Francavilla | 7    | 4 | 3 | 1 | 0 | 6  | 1  | +5 |
| 2. Chieti      | 4    | 4 | 1 | 2 | 1 | 4  | 5  | -1 |
| 3. Lanciano    | 1    | 4 | 0 | 1 | 3 | 2  | 6  | -4 |

| Squadra #1  | Squadra #2  | Andata | Ritorno |
| ----------- | ----------- | ------ | ------- |
| Francavilla | Lanciano    | 1-0    | 0-2     |
| Chieti      | Francavilla | 1-3    | 0-0     |
| Lanciano    | Chieti      | 1-1    | 1-2     |

### Girone 24
| Squadra          | P.ti | G | V | N | P | GF | GS | DR |
| ---------------- | ---- | - | - | - | - | -- | -- | -- |
| 1. Banco di Roma | 5    | 4 | 1 | 3 | 0 | 4  | 2  | +2 |
| 2. LVPA Frascati | 5    | 4 | 1 | 3 | 0 | 4  | 3  | +1 |
| 3. Teramo        | 2    | 4 | 0 | 2 | 2 | 1  | 4  | -3 |

| Squadra #1    | Squadra #2    | Andata | Ritorno |
| ------------- | ------------- | ------ | ------- |
| Banco di Roma | LVPA Frascati | 2-2    | 0-0     |
| LVPA Frascati | Civitavecchia | 2-1    | 0-0     |
| Civitavecchia | Banco di Roma | 0-0    | 0-2     |

### Girone 25
| Squadra     | P.ti | G | V | N | P | GF | GS | DR |
| ----------- | ---- | - | - | - | - | -- | -- | -- |
| 1. Latina   | 5    | 4 | 2 | 1 | 1 | 4  | 2  | +2 |
| 2. Avezzano | 5    | 4 | 2 | 1 | 1 | 4  | 3  | +1 |
| 3. ALMAS    | 2    | 4 | 1 | 0 | 3 | 2  | 5  | -3 |

| Squadra #1 | Squadra #2 | Andata | Ritorno |
| ---------- | ---------- | ------ | ------- |
| Avezzano   | ALMAS      | 1-2    | 1-0     |
| ALMAS      | Latina     | 1-2    | 0-2     |
| Latina     | Avezzano   | 0-0    | 0-1     |

### Girone 26
| Squadra       | P.ti | G | V | N | P | GF | GS | DR  |
| ------------- | ---- | - | - | - | - | -- | -- | --- |
| 1. Campobasso | 7    | 4 | 3 | 1 | 0 | 15 | 3  | +12 |
| 2. Formia     | 5    | 4 | 2 | 1 | 1 | 7  | 7  | 0   |
| 3. Cassino    | 0    | 4 | 0 | 0 | 4 | 2  | 14 | -12 |

| Squadra #1 | Squadra #2 | Andata | Ritorno |
| ---------- | ---------- | ------ | ------- |
| Formia     | Cassino    | 4-1    | 1-0     |
| Cassino    | Campobasso | 1-2    | 0-7     |
| Formia     | Campobasso | 2-2    | 0-4     |

### Girone 27
| Squadra      | P.ti | G | V | N | P | GF | GS | DR |
| ------------ | ---- | - | - | - | - | -- | -- | -- |
| 1. Casertana | 6    | 4 | 2 | 2 | 0 | 3  | 1  | +2 |
| 2. Palmese   | 4    | 4 | 1 | 2 | 1 | 4  | 4  | 0  |
| 3. Benevento | 2    | 4 | 0 | 2 | 2 | 4  | 6  | -2 |

| Squadra #1 | Squadra #2 | Andata | Ritorno |
| ---------- | ---------- | ------ | ------- |
| Palmese    | Casertana  | 1-1    | 0-1     |
| Casertana  | Benevento  | 0-0    | 1-0     |
| Benevento  | Palmese    | 1-1    | 1-2     |

### Girone 28
| Squadra        | P.ti | G | V | N | P | GF | GS | DR |
| -------------- | ---- | - | - | - | - | -- | -- | -- |
| 1. Turris      | 5    | 4 | 2 | 1 | 1 | 4  | 1  | +3 |
| 2. Savoia      | 5    | 4 | 2 | 1 | 1 | 5  | 3  | +2 |
| 3. Juve Stabia | 2    | 4 | 0 | 2 | 3 | 1  | 6  | -5 |

| Squadra #1  | Squadra #2  | Andata | Ritorno |
| ----------- | ----------- | ------ | ------- |
| Turris      | Juve Stabia | 2-0    | 0-0     |
| Juve Stabia | Savoia      | 1-1    | 0-3     |
| Savoia      | Turris      | 1-0    | 0-2     |

### Girone 29
| Squadra     | P.ti | G | V | N | P | GF | GS | DR |
| ----------- | ---- | - | - | - | - | -- | -- | -- |
| 1. Nocerina | 7    | 4 | 3 | 1 | 0 | 4  | 1  | +3 |
| 2. Paganese | 3    | 4 | 1 | 1 | 2 | 3  | 4  | -1 |
| 3. Rende    | 2    | 4 | 0 | 2 | 2 | 1  | 3  | -2 |

| Squadra #1 | Squadra #2 | Andata | Ritorno |
| ---------- | ---------- | ------ | ------- |
| Nocerina   | Rende      | 1-0    | 0-0     |
| Paganese   | Nocerina   | 0-1    | 1-2     |
| Paganese   | Rende      | 1-1    | 1-0     |

### Girone 30
| Squadra        | P.ti | G | V | N | P | GF | GS | DR |
| -------------- | ---- | - | - | - | - | -- | -- | -- |
| 1. Salernitana | 6    | 4 | 3 | 0 | 1 | 5  | 2  | +3 |
| 2. Cavese      | 4    | 4 | 1 | 2 | 1 | 3  | 4  | -1 |
| 3. Sorrento    | 2    | 4 | 0 | 2 | 2 | 1  | 3  | -2 |

| Squadra #1  | Squadra #2  | Andata | Ritorno |
| ----------- | ----------- | ------ | ------- |
| Salernitana | Cavese      | 3-1    | 0-1     |
| Sorrento    | Salernitana | 0-1    | 0-1     |
| Cavese      | Sorrento    | 1-1    | 0-0     |

### Girone 31
| Squadra     | P.ti | G | V | N | P | GF | GS | DR |
| ----------- | ---- | - | - | - | - | -- | -- | -- |
| 1. Foggia   | 7    | 4 | 3 | 1 | 0 | 6  | 2  | +4 |
| 2. Potenza  | 5    | 4 | 2 | 1 | 1 | 5  | 2  | +3 |
| 3. Barletta | 0    | 4 | 0 | 0 | 4 | 1  | 8  | -7 |

| Squadra #1 | Squadra #2 | Andata | Ritorno |
| ---------- | ---------- | ------ | ------- |
| Barletta   | Foggia     | 1-3    | 0-1     |
| Barletta   | Potenza    | 0-2    | 0-2     |
| Foggia     | Potenza    | 2-1    | 0-0     |

### Girone 32
| Squadra      | P.ti | G | V | N | P | GF | GS | DR |
| ------------ | ---- | - | - | - | - | -- | -- | -- |
| 1. Brindisi  | 5    | 4 | 2 | 1 | 1 | 3  | 1  | +2 |
| 2. Monopoli  | 5    | 4 | 2 | 1 | 1 | 3  | 2  | +1 |
| 3. Squinzano | 2    | 4 | 0 | 2 | 2 | 1  | 4  | -3 |

| Squadra #1 | Squadra #2 | Andata | Ritorno |
| ---------- | ---------- | ------ | ------- |
| Monopoli   | Brindisi   | 1-0    | 0-1     |
| Monopoli   | Squinzano  | 1-0    | 1-1     |
| Squinzano  | Brindisi   | 0-0    | 0-2     |

### Girone 33
| Squadra          | P.ti | G | V | N | P | GF | GS | DR |
| ---------------- | ---- | - | - | - | - | -- | -- | -- |
| 1. Reggina       | 6    | 4 | 2 | 2 | 0 | 3  | 1  | +2 |
| 2. Cosenza       | 3    | 4 | 1 | 1 | 2 | 3  | 3  | 0  |
| 3. Vigor Lamezia | 3    | 4 | 1 | 1 | 2 | 3  | 5  | -2 |

| Squadra #1    | Squadra #2    | Andata | Ritorno |
| ------------- | ------------- | ------ | ------- |
| Cosenza       | Vigor Lamezia | 2-0    | 1-2     |
| Cosenza       | Reggina       | 0-0    | 0-1     |
| Vigor Lamezia | Reggina       | 1-1    | 0-1     |

### Girone 34
| Squadra       | P.ti | G | V | N | P | GF | GS | DR |
| ------------- | ---- | - | - | - | - | -- | -- | -- |
| 1. Messina    | 4    | 4 | 2 | 0 | 2 | 5  | 4  | +1 |
| 2. Catania    | 4    | 4 | 1 | 2 | 1 | 2  | 1  | +1 |
| 3. Nuova Igea | 4    | 4 | 1 | 2 | 1 | 2  | 4  | -2 |

| Squadra #1 | Squadra #2 | Andata | Ritorno |
| ---------- | ---------- | ------ | ------- |
| Messina    | Catania    | 1-0    | 0-2     |
| Catania    | Nuova Igea | 0-0    | 0-0     |
| Nuova Igea | Messina    | 2-0    | 0-4     |

### Girone 35
| Squadra     | P.ti | G | V | N | P | GF | GS | DR |
| ----------- | ---- | - | - | - | - | -- | -- | -- |
| 1. Siracusa | 7    | 4 | 3 | 1 | 0 | 4  | 1  | +3 |
| 2. Vittoria | 4    | 4 | 1 | 2 | 1 | 4  | 4  | 0  |
| 3. Ragusa   | 1    | 4 | 0 | 1 | 3 | 2  | 5  | -2 |

| Squadra #1 | Squadra #2 | Andata | Ritorno |
| ---------- | ---------- | ------ | ------- |
| Siracusa   | Vittoria   | 1-0    | 1-1     |
| Vittoria   | Ragusa     | 1-0    | 2-2     |
| Ragusa     | Siracusa   | 0-1    | 0-1     |

### Girone 36
| Squadra           | P.ti | G | V | N | P | GF | GS | DR |
| ----------------- | ---- | - | - | - | - | -- | -- | -- |
| 1. Terranova Gela | 6    | 4 | 3 | 0 | 1 | 6  | 3  | +3 |
| 2. Alcamo         | 4    | 4 | 2 | 0 | 2 | 2  | 4  | -2 |
| 3. Marsala        | 2    | 4 | 1 | 0 | 3 | 4  | 5  | -1 |

| Squadra #1     | Squadra #2     | Andata | Ritorno |
| -------------- | -------------- | ------ | ------- |
| Marsala        | Alcamo         | 2-0    | 0-1     |
| Alcamo         | Terranova Gela | 1-0    | 0-2     |
| Terranova Gela | Marsala        | 2-1    | 2-1     |

## Qualificazioni per i sedicesimi di finale
Al fine di ridurre le squadre da 36 a 32 per i sedicesimi di finale, La Lega ha sorteggiato 8 squadre tra le qualificate, che si sono incontrate il 10 e il 31 ottobre in confronti di andata e ritorno.
| Squadra 1   | Totale | Squadra 2  | Andata     | Ritorno    |
| ----------- | ------ | ---------- | ---------- | ---------- |
|             |        |            | 10.10.1979 | 31.10.1979 |
| Biellese    | 5 - 1  | Casale     | 3 - 0      | 2 - 1      |
| Modena      | 4 - 3  | Trento     | 3 - 2      | 1 - 1      |
| Francavilla | 0 - 5  | Giulianova | 0 - 0      | 0 - 5      |
| Messina     | 1 - 4  | Siracusa   | 1 - 1      | 0 - 3      |

## Fase finale

### Sedicesimi di finale
| Squadra 1     | Totale | Squadra 2     | Andata         | Ritorno         |
| ------------- | ------ | ------------- | -------------- | --------------- |
|               |        |               | dal 14.11.1979 | all' 05.12.1979 |
| Biellese      | 1 - 6  | Novara        | 1 - 4          | 0 - 2           |
| Pietrasanta   | 1 - 0  | Sanremese     | 1 - 0          | 0 - 0           |
| Livorno       | 4 - 2  | Empoli        | 3 - 2          | 1 - 0           |
| Prato         | 0 - 2  | Sangiovannese | 0 - 0          | 0 - 2           |
| Lecco         | 2 - 2  | Varese        | 0 - 0          | 2 - 2 (1-3 dcr) |
| Pergocrema    | 0 - 1  | Reggiana      | 0 - 0          | 0 - 1           |
| Modena        | 2 - 5  | Padova        | 2 - 2          | 0 - 3           |
| Venezia       | 3 - 2  | Triestina     | 2 - 0          | 1 - 2           |
| Fano          | 2 - 3  | Rimini        | 2 - 2          | 0 - 1           |
| Civitanovese  | 2 - 1  | Giulianova    | 1 - 0          | 1 - 1           |
| Banco di Roma | 0 - 4  | Latina        | 0 - 0          | 0 - 4           |
| Casertana     | 1 - 2  | Campobasso    | 0 - 0          | 1 - 2           |
| Nocerina      | 4 - 1  | Turris        | 3 - 1          | 1 - 0           |
| Brindisi      | 2 - 3  | Foggia        | 2 - 1          | 0 - 2           |
| Reggina       | 0 - 3  | Salernitana   | 0 - 2          | 0 - 1           |
| Gela J.T.     | 1 - 2  | Siracusa      | 1 - 1          | 0 - 1           |

### Ottavi di finale
| Squadra 1     | Totale | Squadra 2   | Andata     | Ritorno         |
| ------------- | ------ | ----------- | ---------- | --------------- |
|               |        |             | 06.02.1980 | 27.02.1980      |
| Novara        | 1 - 1  | Pietrasanta | 0 - 0      | 1 - 1 (5-3 dcr) |
| Sangiovannese | 1 - 2  | Livorno     | 1 - 1      | 0 - 1           |
| Reggiana      | 1 - 3  | Varese      | 0 - 1      | 1 - 2           |
| Padova        | 1 - 0  | Venezia     | 1 - 0      | 0 - 0           |
| Civitanovese  | 4 - 0  | Rimini      | 3 - 0      | 1 - 0           |
| Latina        | 1 - 2  | Campobasso  | 0 - 1      | 1 - 1           |
| Nocerina      | 6 - 1  | Foggia      | 4 - 0      | 2 - 1           |
| Salernitana   | 4 - 3  | Siracusa    | 3 - 1      | 1 - 2           |

### Quarti di finale
| Squadra 1    | Totale | Squadra 2   | Andata     | Ritorno    |
| ------------ | ------ | ----------- | ---------- | ---------- |
|              |        |             | 12.03.1980 | 26.03.1980 |
| Livorno      | 2 - 6  | Novara      | 1 - 1      | 1 - 5      |
| Varese       | 1 - 2  | Padova      | 1 - 0      | 0 - 2      |
| Civitanovese | 3 - 1  | Campobasso  | 3 - 0      | 0 - 1      |
| Nocerina     | 1 - 2  | Salernitana | 1 - 0      | 0 - 2      |

### Semifinali
| Squadra 1    | Totale | Squadra 2   | Andata     | Ritorno    |
| ------------ | ------ | ----------- | ---------- | ---------- |
|              |        |             | 16.04.1980 | 21.05.1980 |
| Padova       | 2 - 1  | Novara      | 2 - 0      | 0 - 1      |
| Civitanovese | 2 - 3  | Salernitana | 0 - 0      | 2 - 3      |

## Finale
| Squadra 1   | Totale | Squadra 2 | Andata     | Ritorno    |
| ----------- | ------ | --------- | ---------- | ---------- |
|             |        |           | 16.06.1980 | 19.06.1980 |
| Salernitana | 3 - 5  | Padova    | 3 - 1      | 0 - 4      |

| Salerno 16 giugno 1980 Finale - Andata                                           | Salernitana | 3 – 1 referto | Padova | Stadio Donato Vestuti |
| \| \| \| \| \| Messina 20’ (rig.), 86’ Moscon 65’ \| Marcatori \| 76’ Pezzato \| |             |               |        |                       |
|                                                                                  |             |               |        |                       |
| Messina 20’ (rig.), 86’ Moscon 65’                                               | Marcatori   | 76’ Pezzato   |        |                       |

| Padova 19 giugno 1980 Finale - Ritorno                            | Padova    | 4 – 0 referto | Salernitana | Stadio Silvio Appiani |
| \| \| \| \| \| Vitale 17’, 46’, 83’ Perego 60’ \| Marcatori \| \| |           |               |             |                       |
|                                                                   |           |               |             |                       |
| Vitale 17’, 46’, 83’ Perego 60’                                   | Marcatori |               |             |                       |